# Marilina Intrieri
Maria Emilia Intrieri, detta Marilina (Crotone, 1º gennaio 1955), è una politica e sindacalista italiana, deputata della XV Legislatura, già consigliere regionale della Calabria, dal 2003 al 2011 presidente del consorzio universitario di Crotone e dal 2010 garante per l'infanzia e l'adolescenza della regione Calabria.

## Biografia
Intrieri inizia il suo impegno politico nel movimento giovanile della Democrazia Cristiana e si candida per la prima volta al consiglio comunale di Crotone nel 1978, risultando prima dei non eletti. Viene poi nominata consigliere di amministrazione dell'azienda municipale dei pubblici servizi.
Insegna anche nella scuola media (fino al 1994) e dal 18 aprile 1998 risulta iscritta all'ordine dei giornalisti come pubblicista
Entra in consiglio comunale nel 1983 e viene rieletta nel 1988: nel corso del mandato, è membro della commissione istituzionale per la nascita della provincia di Crotone ed è tra i 21 consiglieri che, rassegnando le dimissioni, provocano lo scioglimento anticipato del consiglio e la caduta della giunta social-comunista guidata da Giancarlo Sitra nel 1991. Dal 1986 al 1996 è stata segretaria provinciale della Confartigianato di Crotone.
Nel 1992 diventa assessore comunale ai servizi sociali, sanità e ambiente nella giunta guidata da Carmine Talarico, sostenuta da una maggioranza PDS-DC, ma l'esperienza termina l'anno successivo quando l'alleanza si rompe a seguito dei "fuochi dell'Enichem" e della chiusura delle fabbriche chimiche. Gli assessori democristiani, tra cui Intrieri, si dimettono in polemica con la posizione del PDS contraria alla riconversione del polo industriale proposta dal Governo. Successivamente è capogruppo della DC in consiglio comunale.
Nel 1994, dopo lo scioglimento della Democrazia Cristiana, Intrieri aderisce al Partito Popolare Italiano e sostiene la segreteria di Rocco Buttiglione, entrando a far parte del consiglio nazionale del partito, con cui nel 1995 viene eletta consigliere regionale della Calabria e presidente del gruppo PPI. Segue poi Buttiglione nella scissione che porta ai Cristiani Democratici Uniti (CDU), costituendone il gruppo in consiglio regionale ma, a seguito di squilibri interni al gruppo dirigente calabrese, si allontana successivamente dal partito e aderisce al gruppo misto. Nel corso della legislatura regionale, viene eletta presidente della commissione affari istituzionali.
Nel 1998 promuove la costituzione in Calabria dei Cristiano Sociali, il movimento politico di Pierre Carniti, ex segretario CISL, sindacato di cui Intrieri è stata dirigente calabrese nel settore scuola agli inizi degli anni ottanta. Nel 1999 partecipa alla fondazione dei Democratici di Sinistra (DS), di cui diventa vice responsabile nazionale degli enti locali. Nel 2000, ricandidata dai DS al consiglio regionale nella circoscrizione di Crotone, non viene eletta.
Nel 2003 è incaricata dal presidente della provincia di Crotone, Carmine Talarico, a promuovere un sistema universitario provinciale e diviene presidente del consorzio universitario di Crotone. Ricopre la carica fino al 2011.
Nel 2006 viene candidata alla Camera dei deputati con la lista dell'Ulivo; risultata eletta, entra nelle Commissioni Giustizia, Politiche dell'Unione europea e Bicamerale per l'infanzia: è prima firmataria e cofirmataria di alcuni disegni di legge sulla riforma dell'ordinamento e del processo minorile, la tutela dei diritti dell'infanzia, l'inasprimento delle norme per i reati di mafia.
Nel 2007 aderisce al Partito Democratico lanciando la sua candidatura a segretario regionale alle primarie di ottobre, con il sostegno del presidente della regione Agazio Loiero, ma l'orientamento del PD calabrese a sostenere unitariamente il nome di Marco Minniti, vice ministro in carica, la induce a ritirare la sua candidatura.
Tra il 2006 e il 2008 rende noto di aver ricevuto tre buste contenenti proiettili e lettere con minacce di morte.
Nel 2008 non viene ricandidata al Parlamento. È l'inizio della rottura con il PD e il centrosinistra: rimane nel partito per circa un anno, finché, nel marzo 2009, annuncia la sua nomina a presidente del consiglio nazionale dei Popolari UDEUR, dimettendosi contestualmente dagli incarichi ricoperti nel PD. 
Nel dicembre 2010, con decreto del presidente del consiglio regionale della Calabria, viene nominata capo dell'autorità garante per l'infanzia e l'adolescenza.

### Controversie
Nel settembre del 2013 suscitò polemiche una notizia pubblicata dal Corriere della Calabria e dal Corriere della Sera (e ripresa anche da altre fonti), nella quale si riferiva che Intrieri avesse inviato una lettera alla prefettura di Crotone per respingere al mittente un invito ufficiale a una visita al Centro di Accoglienza per Richiedenti Asilo di Isola di Capo Rizzuto, rivendicando la mancanza all'interno dell'invito del titolo di "onorevole". Intrieri replicò lamentandosi che una lettera interna da lei mandata al viceprefetto fosse stata data alla stampa, negando di aver rifiutato l'invito per tale motivo e accusando al contempo la prefettura di ostacolare il suo operato in veste di garante regionale per l'infanzia e l'adolescenza nell'accertamento delle mancanze e delle violazioni commesse nella struttura in questione.

### Militanze politiche
Intrieri ha militato nei seguenti partiti politici:
- Democrazia Cristiana: Membro Direzione Nazionale del movimento femminile (fino al 1994)
- Partito Popolare Italiano: Direzione Nazionale (1994-1996)
- Cristiani Democratici Uniti: Direzione Nazionale (1995-1998)
- Cristiano Sociali: Direzione Nazionale (1998), che poi confluiscono nei DS
- Democratici di Sinistra: Vice Responsabile Nazionale degli Enti locali (1999-2007)
- Partito Democratico: Membro della Direzione Nazionale (2007-2009)
- UDEUR Popolari per il Sud: Presidente Nazionale dei Popolari UDEUR (2009-2010)